# Ukraińska fantastyka
Ukraińska fantastyka – fantastyka naukowa, fantasy i horror są gatunkami literackimi spotykanymi w ukraińskiej literaturze i mediach. Zaliczają się do niej pozycje pisane po ukraińsku i rosyjsku.
Jak w wielu innych krajach, historia ukraińskiej fantastyki sięga początków XX-ego wieku. Pierwszym ukraińskim autorem fantastyki naukowej był Wasyl Bierieżnyj (1918-1988).
Ukraińska fantastyka, podobnie jak rosyjska, cieszy się także dużą popularnością w Polsce. Do popularnych w Polsce ukraińskich pisarzy fantastyki należą m.in. Marina i Siergiej Diaczenko.

## Język i kultura
Przez większą część XX wieku Ukraina była częścią Związku Radzieckiego, a wcześniej Imperium Rosyjskiego, w których dominował język rosyjski. Chociaż ukraiński jest obecnie oficjalnym językiem niepodległej Ukrainy, wielu ukraińskich autorów mówi i pisze po rosyjsku, co umożliwia im również dostęp do większego rynku. Pisanie po ukraińsku staje się jednak coraz bardziej powszechne w XXI wieku, także z powodu napięć i konfliktów między Ukrainą a Rosją. Z powodu tej złożonej historii niektórzy pisarze urodzeni na terenach współczesnej Ukrainy nie są zwykle uważani za Ukraińców; na przykład Michaił Bułhakow jest powszechnie określany jako Rosjanin, a Stanisław Lem jako Polak, chociaż obaj urodzili się we Lwowie (dziś na Ukrainie). Podobnie Nikołaj Gogol, jeden z twórców rosyjskiej fantastyki, ma ukraińskie korzenie i często wykorzystywał w swoich pracach ukraińskie motywy ludowe. Z tych powodów, chociaż literatura ukraińska, w tym fantasy i science fiction, jest coraz bardziej wyrazista, tradycyjnie jest ściśle związana z rosyjską tradycją literacką i często jest analizowana w kontekście rosyjskiej tradycji literackiej.
Niektóre prace niekiedy zaliczane do fantastyki ukraińskiej są również pisane przez ukraińskich pisarzy emigracyjnych w innych językach, w tym w języku angielskim, takich jak R.B. Lemberg i Anatolij Biełowskij.

## Historia

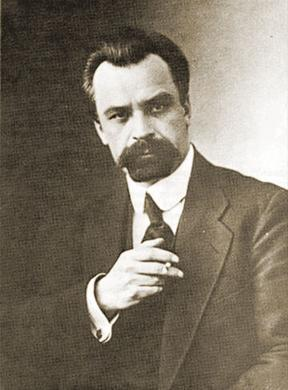
Wołodymyr Wynnyczenko

Podobnie jak w wielu innych krajach, historia ukraińskiej fantastyki sięga początków XX wieku, choć czerpie inspiracje z wcześniejszych prac. Wśród nich są magiczne motywy w poezji dziewiętnastowiecznej ukraińskiej poetki Łesi Ukrainki czy dzieła Gogola. W ciągu następnego stulecia ukraińskie dzieła brały inspiracje od rosyjskiej, jak i zachodniej fantastyki.
Wśród pierwszych ukraińskich autorów science fiction byli Pawło Krat (1882-1952) i Wasyl Bereżnyj (1918-1988). Prace Krata reprezentują utopijną fantastykę naukową o charakterze socjologicznym, podczas gdy prace Bereżnego to bardziej tradycyjna, klasyczna literatura science fiction, skoncentrowana na przygodzie i zachwycie wynalazkami. Inni pisarze starszego pokolenia pochodzenia ukraińskiego to Wołodymyr Wynnyczenko, premier krótkotrwałej Ukraińskiej Republiki Ludowej pod koniec IWŚ; dysydent z czasów sowieckich Ołeksandr Berdnyk, określany jako najbardziej znaczący ukraiński klasyczny pisarz science-fiction; Mirosław Kapii („protoplasta podróży kosmicznych w nauce ukraińskiej fikcji”), Igor Rosokchowatski, który ukuł ukraińskie słowo oznaczające cyborga, syhom i były żołnierz piechoty morskiej Wołodymyr Sawczenko. Ukraińscy pisarze z czasów sowieckich piszący po rosyjsku to między innymi Anatolij Dnieprow, Jurij Smołycz („okrzyknięty patriarchą ukraińskiego science fiction”) i Wołodymyr Władko.

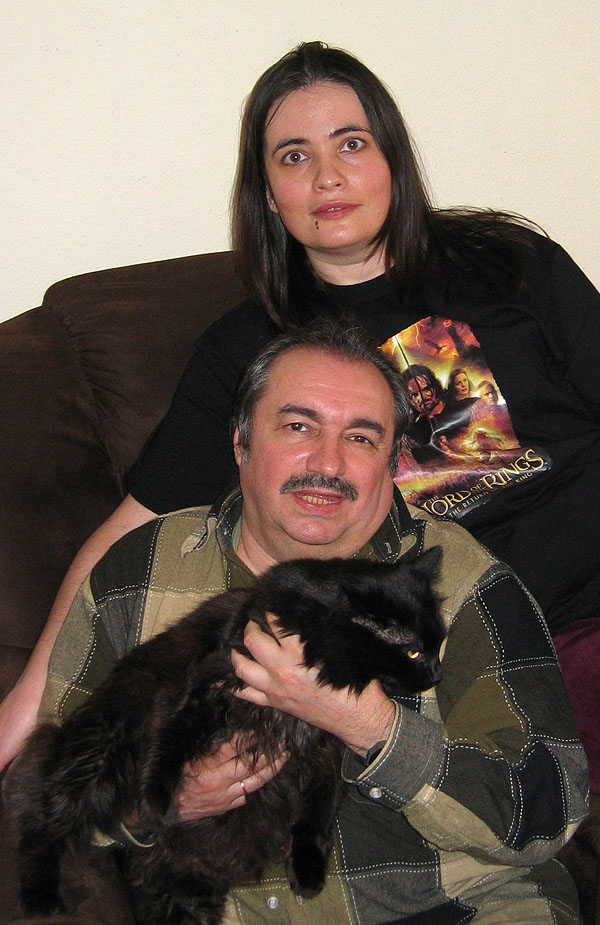
Marina i Siergiej Diaczenko

Współcześni popularni ukraińscy pisarze science fiction i fantasy to Włodzimierz Arenew, Marina i Siergiej Diaczenko, Max Frei, Henry Lion Oldi, Władimir Sawczenko, Oleg Szynkarenko i Andriej Walentynow. Jednym z najbardziej kontrowersyjnych pisarzy jest Fiodor Berezin, pisarz urodzony na spornym terytorium Doniecka i związany z Doniecką Republiką Ludową, którego militarna science fiction reprezentuje skrajnie prorosyjski punkt widzenia.

## Tematy i gatunki
Tradycyjnie fantastyka naukowa była znacznie bardziej popularna w literaturze ukraińskiej niż fantasy, ale w ostatnich dziesięcioleciach zaczęło się to zmieniać. Pierwsza antologia ukraińskich opowiadań fantasy została opublikowana w 1990 r. (Ohnenyi zmii, Ognisty smok), a pierwsza antologia opowieści grozy w 2000 r. (Antolohiia ukrainskoho zhakhu, Antologia ukraińskiego horroru); po tym ostatnim pojawiła się wkrótce kolejna podobna antologia w 2001 roku (Nichnyj pryvyd: antolohiia ukrainskoi hotychnoi prozy XIX stolittia, Widmo nocy: antologia ukraińskiej prozy gotyckiej z XIX wieku).
Według Smyrniwa, główne tematy dwudziestowiecznej ukraińskiej fantastyki naukowej obejmują podróże kosmiczne, podróże w czasie, kontakt z kosmitami, roboty, androidy i cyborgi.

## Fandom
Na Ukrainie jest silny fandom fantastyki, o czym świadczy fakt, że Kijów był dwukrotnie gospodarzem Euroconu (w 2006 i 2013 roku).

## Odbiór
Ukraińska fantastyka jest popularna w Polsce, tak samo jak rosyjska. Do najpopularniejszych ukraińskich pisarzy fantastyki w Polsce i krajach rosyjskojęzycznych należą Marina i Siergiej Diaczenko. Ukraińskie prace nie są zbyt często tłumaczone na angielski.
Ukraińska fantastyka była tematem monografii naukowej Waltera Smyrniwa z 2013 r. (Ukrainian Science Fiction: Historical and Thematic Perspectives).